# Sint-Agneskerk (Den Haag)
De Sint-Agneskerk is een rooms-katholieke kerk aan de Beeklaan in Den Haag. Het kerkgebouw en de geloofsgemeenschap maken deel uit van de parochie Maria Sterre der Zee.
De kerk werd in 1902 en 1903 gebouwd onder regie van het architectenbureau van Albert Margry en Jozef Snickers. Margry ontwierp een driebeukige kruiskerk in neogotische stijl, met een achthoekige toren direct naast de façade.
De kerk raakte zwaar beschadigd bij een brand in 1983 waarbij het houten tongewelf en een deel van de toren verloren gingen. De muren en de glas-in-loodramen bleven wel gespaard, evenals het Adema-orgel dat wel beschadigd werd. De kerk werd in de jaren 1984 - 1985 geheel gerestaureerd.
Vanwege het multiculturele karakter van het Regentessekwartier, wordt de kerk ook als migrantenkerk veel gebruikt door gelovigen van buitenlandse afkomst. Tegenwoordig maakt zowel de Nederlandse Sint-Agnesparochie als de Spaanstalige Oscar Romeroparochie gebruik van de kerk.
De Sint-Agneskerk kreeg in 1998 landelijke bekendheid toen een groep illegaal in Nederland verblijvende buitenlanders, de zogenaamde Witte illegalen, in de kerk een hongerstakingsactie hielden. Sinds 1915 is de Agneskerk in gebruik bij de parochie Maria Sterre der Zee.
In november 2023 heeft het parochiebestuur het voornemen bekendgemaakt om de Agneskerk en de Elandstraat- of Onze Lieve Vrouw Onbevlekt Ontvangen-kerk  aan de eredienst te onttrekken.